# Tatort: Parteifreunde
Parteifreunde ist ein Fernsehfilm aus der Kriminalreihe Tatort der ARD und des ORF. Der Film wurde vom Norddeutschen Rundfunk produziert und am 27. Oktober 1996 in der ARD erstmals ausgestrahlt. Es handelt sich um die Tatort-Folge 345. Für die Kriminalhauptkommissare Paul Stoever, gespielt von Manfred Krug, und Peter Brockmöller, gespielt von Charles Brauer, ist es der 29. bzw. 26. Fall, in dem sie ermitteln.

## Handlung
Die im Zentrum stehende Tat spielt sich in der Landespolitik Hamburgs ab. Der aufstrebende Politiker Dr. Rolf Hancke möchte die Nachfolge des zurückgetretenen Senators Priebek als Partei-Landesvorsitzender antreten. Hancke holt sich in einem vertraulichen Gespräch auf dem Landsitz des früheren Landesvorsitzenden und Grandseigneurs der Partei, Eberhard Sudhoff, dessen Unterstützung: Er soll seinen Einfluss bei den Delegierten nutzen, damit diese Hancke wählen.
Hancke bedient sich des Kleinkriminellen Hans-Otto Schirmer für „Recherchearbeiten“. Schirmer war in die Wohnung Priebeks eingebrochen. Seit diesem Einbruch ist Priebek ein gebrochener und kranker Mann und hat sich aus der Politik zurückgezogen. Kurze Zeit darauf bietet Schirmer dem Boulevardblatt „Nachtkurier“ einige Fotos mit Aufnahmen von nackten Jungen an und deutet an, dass diese von einem namhaften Politiker aufgenommen wurden. Der Chefredakteur Wöring geht auf das Angebot Schirmers ein, ihm gegen Zahlung von 30.000 Mark noch mehr Fotos zu überlassen – und ihm den Namen des Politikers zu nennen.
Während Hancke und Sudhoff miteinander sprechen, wird Schirmer vor Hanckes Haus erschossen, als er diesem Rechnungen für Informantentätigkeiten in den Postkasten wirft. Die Kommissare Stoever und Brockmöller nehmen die Ermittlungen auf und befragen Hancke, als dieser nur kurze Zeit nach der Tat vor seiner Wohnung auftaucht. Als die Polizisten am nächsten Tag bei Sudhoff Hanckes Alibi überprüfen, lügt Sudhoff und gibt für das Gespräch einen Zeitrahmen an, der es Hancke erlaubt hätte, zur Tatzeit bei seiner Wohnung zu sein. Hancke stellt Sudhoff daraufhin zur Rede, aber dieser lässt ihn eiskalt abblitzen.
Im Zuge ihrer Recherchen erfahren Stoever und Brockmöller, dass der Erschossene ein Doppelleben führte: Neben seiner offiziellen Adresse auf dem heruntergewirtschafteten Bauernhof seiner Lebensgefährtin Ina Klopsch existierte auch eine mondäne Wohnung in der Milchstraße in Hamburg-Pöseldorf: Offensichtlich war Schirmer zu einigem Wohlstand gekommen. Das Appartement wurde, wie die Kommissare herausfinden, von Hancke finanziert. Auf dem Bauernhof erfährt Brockmöller vom Sohn der ehemaligen Lebensgefährtin Schirmers, Jan, dass Schirmer auf dem Hof Beute aus einem Einbruch versteckt hielt: Es handelte sich um die Beute aus dem Einbruch bei Senator Priebek: Die Frau des Ex-Senators identifiziert eine Armbanduhr auf den ersten Blick. Bei einem Gespräch mit dem Ex-Senator und dessen Frau erfahren die Kommissare, dass Priebek nach dem Einbruch einen Herzanfall erlitt und sich aus diesem Grunde aus der Politik zurückgezogen hat.
Stoever und Brockmöller nehmen den Chefredakteur des „Nachtkuriers“, Wöring, noch einmal ins Gebet, weil sie vermuten, dass er noch im Besitz der kompromittierenden Nacktfotos ist. Dabei unterläuft ihnen jedoch ein entscheidender Fehler: Sie erwähnen, dass die Fotos vermutlich bei einem Einbruch entwendet wurden. Wöring bleibt gegenüber den Polizisten bei seiner Aussage, dass er die Fotos nicht habe. Nachdem die Kommissare gegangen sind, erteilt er sogleich einen Rechercheauftrag: Die Redaktion soll herausfinden, bei welchem prominenten Politiker in den vergangenen Wochen eingebrochen wurde, was nicht besonders viele Mühen bereitet. Drei Reporter machen sich hernach auf den Weg zu Priebek und konfrontieren ihn so lange mit den Fakten, bis er die Aufnahme der Fotos zugibt. Am nächsten Tag steht es in großer Aufmachung auf der Titelseite: „Senator a. D. ein Sittenstrolch!“, Fotos inklusive.
Die Kommissare finden im Gespräch mit Priebek heraus, dass Einbrecher Schirmer offensichtlich in erster Linie die Fotos erbeuten wollte und es ihm nur in zweiter Linie um Wertsachen ging. Zwei Tage nach dem Einbruch meldete sich Schirmer bei Priebek und verlangte 500.000 Mark, ansonsten würde er die Fotos der Presse zuspielen. In einem vertraulichen Gespräch mit Sudhoff riet dieser ihm, auf die Erpressung nicht einzugehen und stattdessen von allen Ämtern zurückzutreten.
Die Parteimitarbeiterin Doris Scholte, zugleich Lebensgefährtin Sudhoffs, erläutert Stoever, dass Hella Priebek von den Neigungen ihres Mannes gewusst haben muss, weshalb sie für ihren Gatten auch nur noch Verachtung empfinde. Stattdessen habe sie sich mit vielen wechselnden Bekanntschaften vergnügt, „ihre Affären waren Parteigespräch.“ Nur aufgrund ihres Statusbewusstseins als „Frau Senatorin“ sei sie noch mit ihrem Mann zusammen. In der Pöseldorfer Wohnung Schirmers findet Stoever schließlich einen Hinweis auf Damenbesuch: einen Kimono. Der Verdacht fäll auf Hella Priebek. Als Stoever und Brockmöller sie mit dem Kleidungsstück konfrontieren, streitet Hella Priebek jedoch ab, dass es sich um den ihren handelt. Erst als ihr Mann hinzutritt und bestätigt, dass er ihr den Kimono geschenkt habe, tritt der ganze Hass zwischen den Ehepartnern deutlich hervor: Hella Priebek gibt die Beziehung zu Schirmer zu. Im Laufe ihrer vielen Besuche in jenem Pöseldorfer Apartment verriet sie ihm auch, dass sich in einem bestimmten Schrank im Priebek'schen Haus Knabenfotos befinden. Nachdem Schirmer sich der Fotos bemächtigt hatte, ließ sein Interesse für Hella Priebek jedoch schnell nach. In jener Pöseldorfer Luxuswohnung fand Hella Priebek Schirmers Pistole, nahm sie an sich, suchte, fand und erschoss ihn.
Für den aufstrebenden Dr. Hancke kommt das Ende seiner politischen Ambitionen, als Stoever und Brockmöller ihm anhand einer Rechnung nachweisen können, dass Hancke Schirmer ganz bewusst auf die Frau seines Parteifreundes Priebek angesetzt hatte. Sudhoff, dem der Funktionär herzlich unsympathisch ist, dankt den beiden Kommissaren für ihre Hilfe – und bestätigt damit eine Ahnung, die Brockmöller schon zuvor hatte: dass sie von Sudhoff lediglich für ein politisches Ränkespiel benutzt worden waren.

## Produktionsnotizen
Die Erstausstrahlung erfolgte am 27. Oktober 1996. Die ARD-Sendung erreichte mit 9,01 Millionen Zuschauern einen Marktanteil von 25,05 Prozent. Wie in vielen anderen Folgen treten die Schauspieler Manfred Krug und Charles Brauer auch in dieser Folge als Gesangsduo auf: In ihrem Auto ein Haus observierend, singen sie Spiel mir eine alte Melodie.